# Imre Pulai
Imre Pulai (Boedapest, 14 november 1967) was een Hongaars, kanovaarder.
Pulai won in 2000 olympisch goud in de C-2 over 500 meter samen met Ferenc Novák. Pulai won in 1996 de bronzen medaille op de C-1 500 meter.
Pulai nam zonder succes deel aan het rodelen.

## Belangrijkste resultaten

### Olympische Zomerspelen
| Editie | Plaats    | Resultaten            |
| ------ | --------- | --------------------- |
| 1988   | Seoel     | 6e C-1 1000m          |
| 1992   | Barcelona | 5e C-1 500m           |
| 1996   | Atlanta   | C-1 500m              |
| 2000   | Sydney    | C-2 500m 5e C-2 1000m |

### Wereldkampioenschappen vlakwater
| Jaar | Plaats      | Resultaten             |
| ---- | ----------- | ---------------------- |
| 1993 | Kopenhagen  | C-4 1000 m             |
| 1994 | Mexico-stad | C-4 1000 m · C-1 500 m |
| 1995 | Duisburg    | C-1 1000m · C-1 500 m  |
| 1999 | Milaan      | C-2 500 m              |
| 2003 | Gainesville | C-4 1000               |

1976: Sergej Petrenko & Aleksandr Vinogradov ·
1980: László Foltán & István Vaskuti ·
1984: Matija Ljubek & Mirko Nišović ·
1988: Nicolae Juravschi & Viktor Reneiski ·
1992: Dmitri Dovgalenok & Aleksandr Maseikov ·
1996: Csaba Horváth & György Kolonics ·
2000: Ferenc Novák & Imre Pulai ·
2004: Meng Guanliang & Yang Wenjun ·
2008: Meng Guanliang & Yang Wenjun ·
2024: Liu Hao & Ji Bowen
- International Standard Name Identifier: 0000 0000 7968 9912
- Virtual International Authority File: 121429788